# اچ‌ام‌اس آلاکریتی (۱۸۷۲)
اچ‌ام‌اس آلاکریتی (۱۸۷۲) (به انگلیسی: HMS Alacrity (1872)) یک کشتی بود. این کشتی در سال ۱۸۷۲ ساخته شد.